# انسخيده بويز
أنسخيده بويز (Enschedese Boys) ؛ أنشخديه بويز ويُلقب أيضاً دي بويز هو نادٍ لكرة القدم خارج الدوري من مدينة أنسخديه الهولندية. في عام 1965، تم دمج الفريق مع منافسه أس سي أنسخديه لتكوين تفينتي أنشخيدة، (استمر كلا الناديين في كرة القدم خارج الدوري). وفي 8 يوليو 2017، لعب أولاد إنسخيده مباراتهم الأخيرة، حيث حُلّ النادي بسبب قلة الأعضاء والمشاكل المالية.

## تاريخ النادي
تأسس إنشيده بويز في 20 أبريل 1906 من قبل اثنين من المراهقين تحت اسم لوتيسكو. سرعان ما أصبح إنشيده بويز الفريق الأكثر شعبية تحت الطبقة العاملة في مدينة أنشخيده. أصبح التنافس مع سي أس انشيده (بدعم من الطبقة الوسطى وأصحاب المصانع) من أعنف المنافسات في البلاد. يقال إن أنصار دي بويز رفضوا ارتداء خيوط الأحذية السوداء، لأن اللون الأسود هو لون سي أس. لم يقم أنصار سي أس أبدًا بطهي الحساء الأخضر للسبب نفسه. حتى عام 1954، تم تنظيم كرة القدم الهولندية على المستوى الإقليمي (يلعب الأبطال الإقليميون بعضهم البعض في نهاية الموسم للبطولة الوطنية)، لذلك كان يتم لعب دربي أنشخيده في كل موسم. في موسم 1949/50 فاز دي بويز أخيرًا ببطولة الشرق، حتى يتمكن من مواجهة الأبطال الإقليميين الآخرين. ومع ذلك ، في مباراة مع أياكس أمستردام وبلو-ويت أمستردام وهيرنفين وإس في ليمبورغيا وموريتس، أنهوا المباراة في المركز الأخير. أسفرت المباراة على أرضه ضد أياكس عن حضور قياسي بأكثر من 25,000 متفرج في ملعب فولكس بارك الصغير.
عندما تم إدخال كرة القدم الاحترافية في هولندا في عام 1954 واختفى النظام الإقليمي، كان على إنشيده بويز أن يبدأ في الدرجة الثالثة، في حين أن المنافسين المحليين سبورت كلوب وف في في ريجترسبيليك بدأوا على التوالي في الدوري الهولندي (الدرجة الأعلى) وإيرست ديفيزي (الدرجة الثانية). على الرغم من اللاعبين المشهورين مثل داريوس دلومو (ناشط جنوب أفريقي في حزب المؤتمر الوطني الأفريقي وواحد من أوائل اللاعبين السود في هولندا) والنجم الهولندي آبي لينسترا (تم شراؤه من سي أس في عام 1960) لم يتمكن دي بويز من مساواة نجاحاتهم في أوقات الهواة.
في موسم 1960/61، مع الكابتن آبي لينسترا، فرضوا ترقية إلى الدرجة الثانية. ومع ذلك، لم يصلوا أبدًا إلى المرتبة الرابعة هناك. نظرًا لأن كل من دي بويز و سي أس عانوا من مشاكل مالية وأرادت مدينة أنشخيده فقط مساعدة فريق واحد، اندمج كلا الناديين في عام 1965 ليشكلوا تفينتي أنشخيدة. كلا الناديين استمروا في Derde Klasse (كرة القدم للهواة).
في أوائل التسعينيات بدأ دي بويز التراجع، مما أدى إلى الإقامة الحالية في Vierde Klasse (الدرجة الثامن). هناك خطط للمستقبل القريب لدمج دي بويز مع جيرانها UDI Enschede. ومع ذلك ، لم يتم الإدلاء بأي بيان رسمي حتى الآن حول هذا الموضوع.
شهد النادي انخفاضًا في عدد الأعضاء والموارد المالية، ونتيجة لذلك قرر أعضاء النادي حله في 12 يونيو 2017.

## مرتبة الشرف
- بطل شرق هولندا (1)

1949-1950